# CP-Baureihe 3500
Die Baureihe 3500 (Markenname „X'TRAPOLIS Tagus“) sind vierteilige, doppelstöckige elektrische Triebwagenzüge der portugiesischen Staatsbahn Comboios de Portugal (CP) wie auch des privaten Verkehrsunternehmens Fertagus. Es sind die einzigen doppelstöckigen Züge portugalweit und sie werden von beiden Verkehrsunternehmen ausschließlich im Großraum Lissabon eingesetzt.

## Geschichte

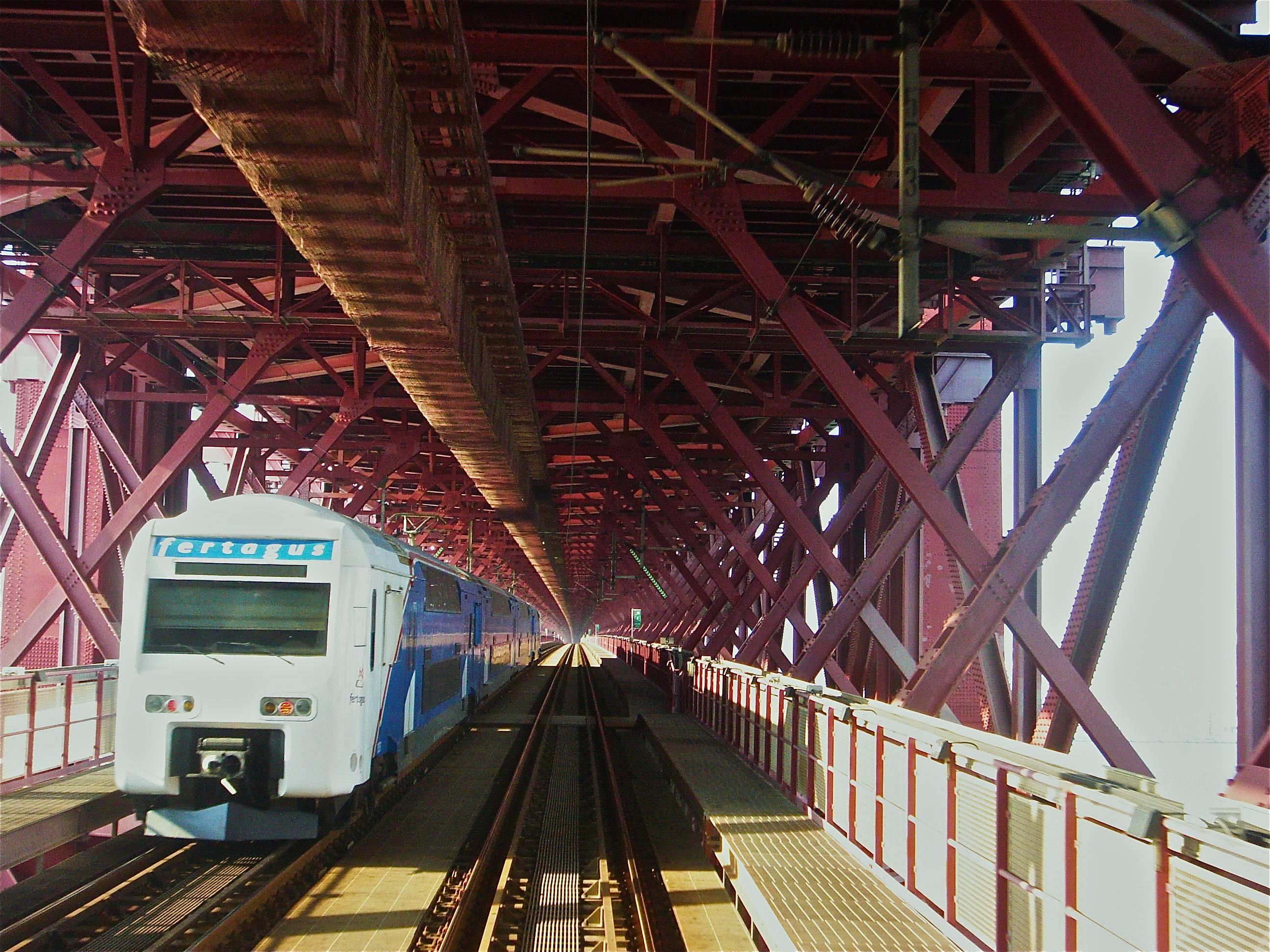
Fertagus-Zug der Baureihe 3500 auf der Ponte 25 de Abril

Im Auftrag der portugiesischen Staatsbahn Comboios de Portugal produzierte in den Jahren 1998 bis 2001 ein Konsortium aus GEC Alsthom und CAF 30 der vierteiligen Züge, die für den S-Bahn-Verkehr in und um Lissabon gedacht waren. 18 Einheiten, die auch in Doppeltraktion gefahren werden können, verkaufte die CP an den Konkurrenten Fertagus, der damit ab dem 30. Juli den Verkehr auf der neu eröffneten Strecke zwischen Lissabon Entrecampos und Fogueteiro aufnahm. Zur gleichen Zeit nahm auch die CP-Tochtergesellschaft CP Urbanos de Lisboa nach und nach ihre 12 Züge für den S-Bahn-Verkehr in Betrieb. Technisch sind die CP-Züge mit denen der Fertagus absolut identisch, sie unterscheiden sich lediglich durch die Farbgebungen (Fertagus blau/weiß, CP grün/weiß bzw. inzwischen rot/weiß).
Die Züge kosteten pro Einheit 115.000.000 Escudos (575.000 Euro), die gesamten Kosten beliefen sich auf 14 Milliarden Escudos (70.000.000 Euro). Die Indienststellung des ersten Zuges fand am 8. September 1999 zwischen Vila Franca de Xira und dem Bahnhof Oriente in Begleitung des Minister für Planung und Raumordnung, João Cravinho, statt. Die Züge nahm ihren Betrieb am 26. September 1999 auf.
Die Triebwagen der Baureihe 3500, die technisch sehr stark der spanischen Baureihe 450 ähneln und dort ebenfalls im S-Bahn-artigen Cercanías-Verkehr in und um Madrid und Barcelona eingesetzt werden, waren die ersten doppelstöckigen Züge in Portugal. Aufgrund ihrer Fahrgastkapazitäten sind sie besonders für die hochbelasteten Strecken im Großraum Lissabon geeignet.
2007 verkaufte die private Verkehrsgesellschaft Fertagus ihre 18 Züge zurück an den portugiesischen Staat, seitdem mietet Fertagus diese gegen eine monatliche Zahlung. Das Unternehmen unterhält die Einheiten weiterhin selbst im Betriebswerk Fogueteiro. Die CP-Einheiten sind im Betriebswerk am Bahnhof Campolide beheimatet.
Seit 2011 verkehren die CP-Züge in einem roten Anstrich.

## Einsatz

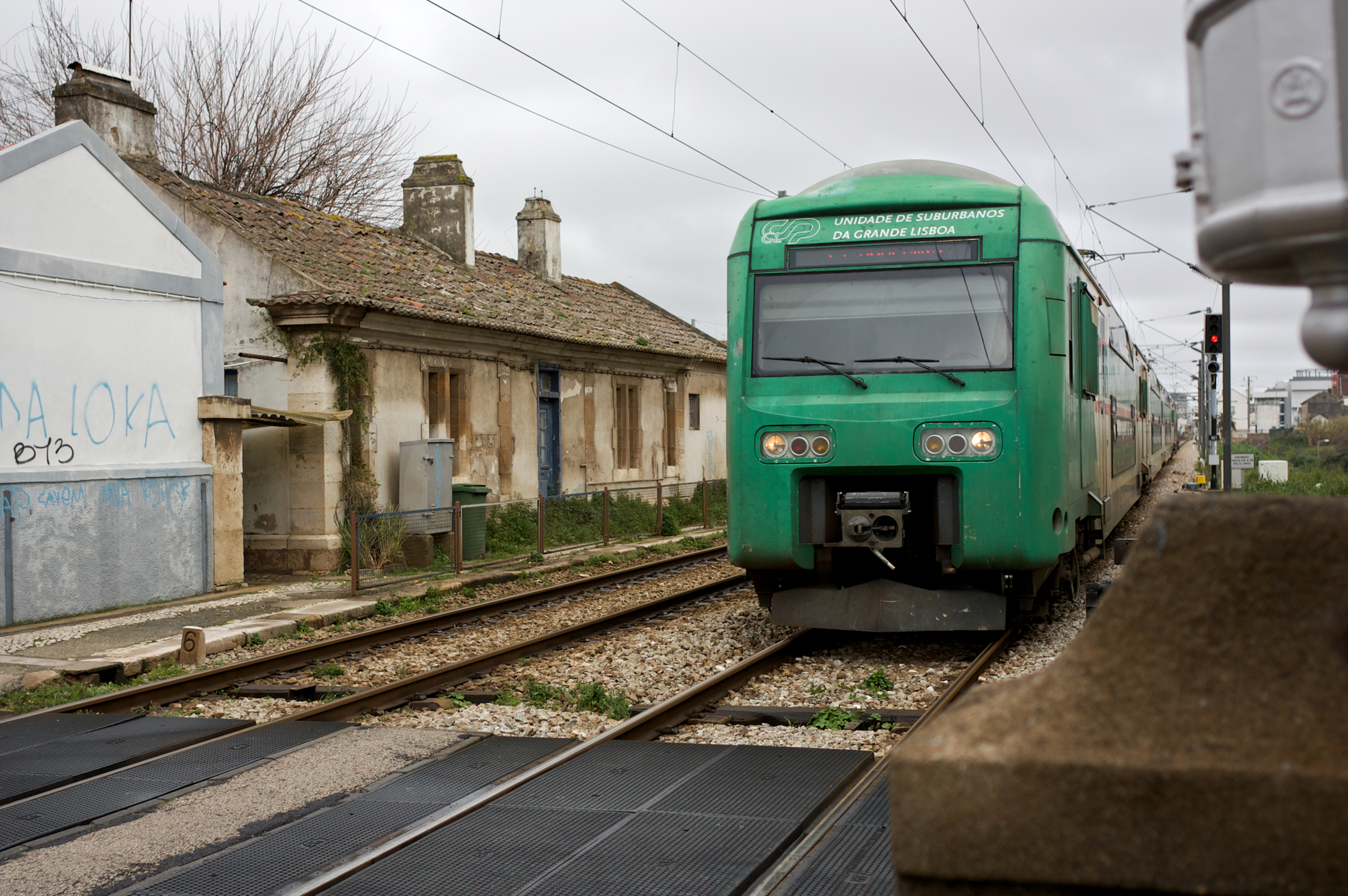
CP-Zug der Baureihe 3500 bei Xabregas auf der Linha do Norte

Die vierteiligen Züge der Baureihe 3500 werden sowohl von der CP-Tochter CP Urbanos de Lisboa als auch von der Fertagus ausschließlich im S-Bahn-artigen Nahverkehr im Großraum Lissabon eingesetzt.
Die CP Urbanos de Lisboa betreibt ihre vier S-Bahn-Linien (Linha da Azambuja, Linha de Sintra, Linha de Cascais und Linha do Sado) fahrzeugrein, sodass die Triebwagen der Baureihe 3500 ausschließlich auf den beiden Strecken Lissabon Alcântara Terra–Castanheira do Ribatejo und Lissabon Santa Apolónia–Azambuja der S-Bahn-Linie Linha da Azambuja eingesetzt werden.
Das Verkehrsunternehmen Fertagus betreibt den Nahverkehr auf der Strecke Lissabon Roma-Areeiro–Setúbal, wobei nur jeder dritte Zug bis Setúbal durchfährt. Üblicherweise enden die anderen Züge bereits vorher am Bahnhof Coina. Die Linienverlängerung bis Roma-Arreeiro erfolgte 2003, bis Setúbal 2004. Eine Verlängerung des Linienverkehrs bis zum Lissabonner quasi-Hauptbahnhof Gare do Oriente ist angedacht.
Da Fertagus ausschließlich über Züge der Baureihe 3500 verfügt und diese auch die einzigen sind, welche die Ponte 25 de Abril passieren, haben die blau-weißen Wagen inzwischen einen sehr hohen Wiedererkennungswert und werden automatisch mit den „Brücken-Zügen“ (os comboios da ponte) assoziiert.